# Pachacútec
Pachacutec Inca Yupanqui, anche noto come Pachacuti o  Pachakutiq (Cusco, 1380 circa – Cusco, 1460 circa), è stato un imperatore inca, nono sovrano del Tawantinsuyu (Impero Inca), quarto della dinastia Hanan Cusco. È considerato il fondatore dell'Impero inca che, sotto il suo impulso conseguì la conquista di vasti territori dell'America meridionale forgiandoli in un unico dominio.

## Primi anni
Era figlio di Viracocha e di Mama Runtu. Il suo nome, in gioventù, era quello di Cusi Yupanqui (Principe Allegro in quechua).
Cusi Yupanqui era il minore dei numerosi figli che Viracocha aveva avuto dalla sua consorte legittima, ma le sue doti particolari lo imposero, fin dalla fanciullezza, all'ammirazione dei sudditi e dei suoi fratelli.
Betanzos lo descrive come un modello di perfezione: virtuoso, affabile, moderato nei discorsi, morigerato nei costumi, generoso con i poveri e, soprattutto, sincero e valoroso. Forte di queste virtù il principe Cusi divenne ben presto l'idolo degli Inca del Cuzco e conquistò anche la considerazione dei suoi stessi fratelli che vedevano in lui l'erede predestinato alla carica di sovrano.
Viracocha, però, aveva altre intenzioni. Innamorato di Curi Culpa, una delle sue concubine che gli aveva dato due figli, si riprometteva di lasciare il regno al maggiore di questi rampolli illegittimi, detto Inca Urco.
Costui era il contrario di Cusi. Quanto questi era virtuoso tanto Urco era vizioso. Cieza de Léon ne tratteggia un ritratto a dir poco sgradevole. Secondo il cronista soldato la principale occupazione di Urco era quella di corrompere le donne del Cuzco, fossero semplici serve come nobili dame. Era dedito al bere e, spesso ubriaco, si lasciava andare a sconcezze nel mezzo delle vie. Offendeva senza ritegno i maggiorenti inca, facendo pesanti allusioni alle loro spose ed era privo di qualunque capacità guerriera. Aveva una sola virtù, un'estrema liberalità che era assai apprezzata da quanti, simili a lui, lo contornavano per interesse pur disprezzandone la natura.
Tutti avrebbero voluto il principe Cusi come futuro sovrano, ma la ferrea legge degli Inca imponeva di accettare la volontà di Viracocha che sembrava l'unico a non accorgersi della squallida natura del suo preferito.
La sorte avrebbe però disposto altrimenti.

## L'arrivo dei Chanca

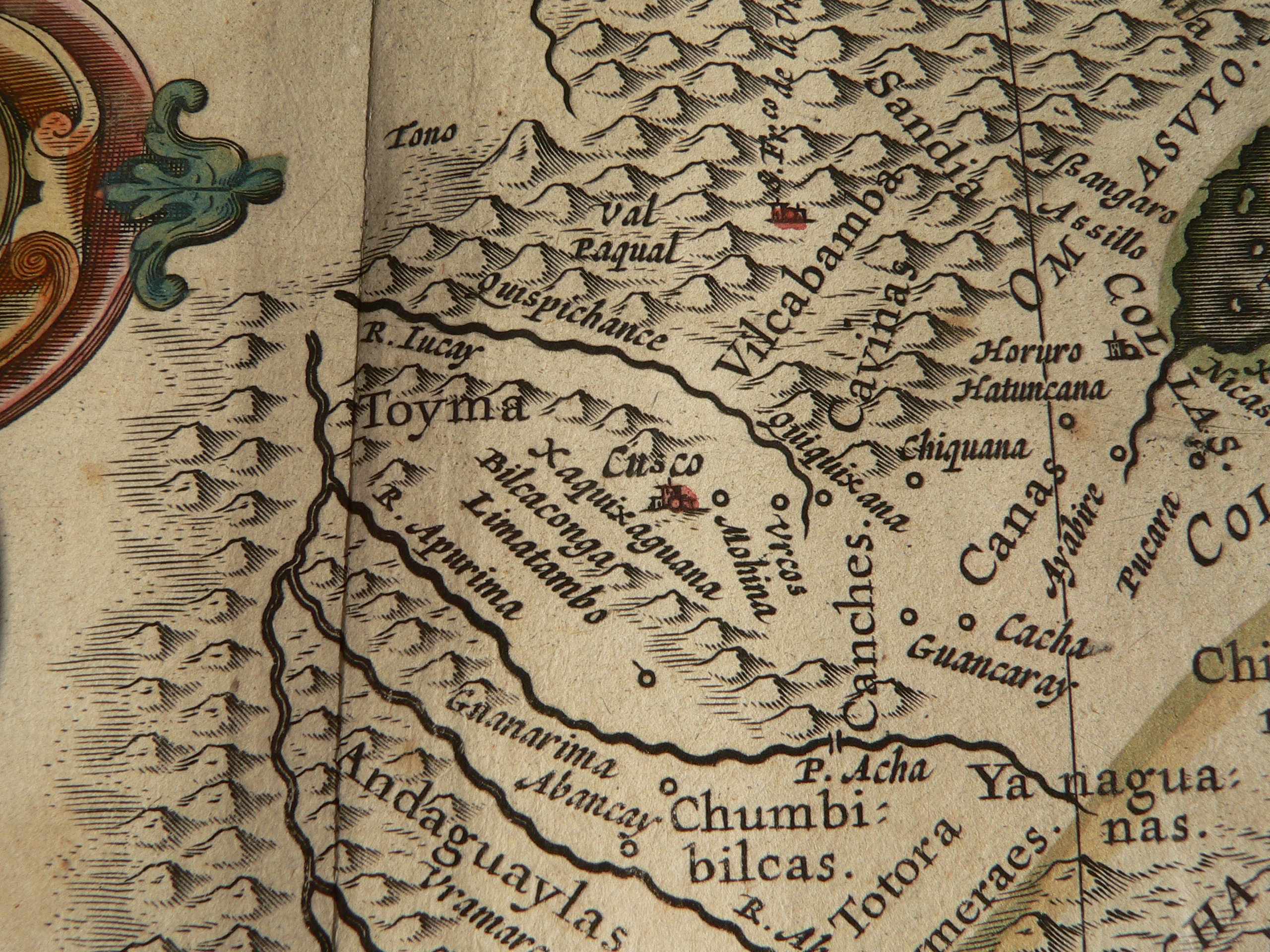
Antica mappa della zona del Cuzco e dell'Alto Perù.

La regione di Ayacucho aveva visto, in passato, il fiorire della civiltà Huari, tanto simile a quella di Tiahuanaco eppur diversa per attitudini guerriere. I resti delle imponenti fortificazioni, ancora esistenti in epoca inca, testimoniavano la tendenza militaristica dei loro costruttori, ma degli antichi signori non restava alcuna traccia.
Al loro posto imperavano i Chanca che forse erano proprio i responsabili remoti del declino degli Huari. Si trattava di una stirpe di guerrieri distinti dalle altre etnie andine. Avevano una propria lingua, il puquina, e delle tradizioni particolari. Dichiaravano di discendere dalle forze creatrici delle lagune di Choclococha e Urococha che onoravano come proprie pacarina (luoghi sacri di origine) e, soprattutto, manifestavano una temibile indole aggressiva.
I primi a farne le spese erano state le tribù confinanti che erano state facilmente sottomesse. Da allora avevano impazzato per le vallate andine saccheggiando e distruggendo villaggi e colture.
Non avevano un vero spirito imperialistico perché erano troppo rozzi per concepire l'idea di un dominio duraturo, ma si accontentavano di razziare per dimostrare la propria superiorità verso i popoli vicini.
Erano comunque dei vicini pericolosi e gli Inca avevano, da lungo tempo, paventato uno scontro che si preannunciava inevitabile da quando i signori del Cuzco avevano iniziato la loro politica egemonica nella regione.
Per quanto previsto, l'arrivo di una possente armata dei Chanca sprofondò il Cuzco nell'angoscia. 
Viracocha era ormai anziano e rifuggiva da ogni azione bellica stimolato, in tal senso, dai propri sacerdoti che probabilmente ritenevano di poter convivere con i Chanca superstiziosi per natura e rispettosi dei ministri della religione.
Urco, imbelle e pauroso, rifuggiva dalle responsabilità di capo militare e fu ben contento quando il sovrano decise di abbandonare la propria capitale per rifugiarsi in un ridotto montano facilmente difendibile. Si pensava che gli invasori, paghi del possesso del Cuzco e delle sue ricchezze, avrebbero tollerato la presenza di un piccolo regno imbelle e sottomesso.

### Primo scontro
La decisione di Viracocha venne accolta con un plausibile sgomento dalla popolazione del Cuzco. Nessuno si permetteva di disobbedire, ma erano in molti a non sopportare l'idea di una fuga ignominiosa senza neppure tentare di combattere.
A capo degli animosi si pose Cusi Yupanqui che non ebbe timore di rappresentare le istanze degli irriducibili di fronte al sovrano. Questi ridendo del gesto di suo figlio, che imputava alla giovane età, lo invitò a restare, se così voleva, e affrettò i preparativi della partenza per il rifugio di Xaquixaguana.
Partito Viracocha con la maggior parte della popolazione, il giovane principe si consacrò a preparare la difesa della città. Pensava di avere uno stretto lasso di tempo, ma una fortunata circostanza gli accordò un po' di respiro. I Chanca, infatti, da combattenti spietati, ma generosi, venuti a conoscenza delle sue intenzioni, gli concessero tre mesi di tempo per prepararsi sostenendo che, altrimenti, la loro vittoria non sarebbe stata onorevole.
Con Cusi erano rimasti nel Cuzco suo fratello Inca Roca e i generali di suo padre Apo Mayta e Vicaquirao. Anche altri nobili animosi avevano deciso di mettere a repentaglio la loro vita per difendere l'onore della stirpe. Sarmiento de Gamboa cita i loro nomi: Quiliscache Urco Guaranga, Chima Chaui Pata Yupanqui, Viracocha Paucar Inca e l'anziano Mircoymana. Juan de Betanzos aggiunge anche i nomi dei loro aiutanti: Pata Yupanqui, Muru Uanca, Apo Yupanqui e Uxuta Urco Guaranga.
Le popolazioni vicine, interpellate da Cusi si defilarono per la maggior parte. Alcune si riservarono di intervenire se le cose si fossero messe bene per gli Inca e solo due tribù si schierarono a favore del Cuzco. Esse erano quelle dei Canas e dei Canchis.
La lotta si preannunciava ineguale, ma le successive leggende raccontano di due diversi interventi soprannaturali che avrebbero riequilibrato le forze dei contendenti a tutto favore degli Inca.

Il primo sarebbe stato un sogno in cui il dio Sole sarebbe apparso a Cusi Yupanqui per confortarlo e animarlo alla battaglia che gli avrebbe pronosticato vittoriosa.
Il secondo, invece, sarebbe stato un vero miracolo avvenuto nel bel mezzo dello scontro.
Appena la mischia si accese, gli Inca sorprendendo i loro avversari riportarono un inaspettato vantaggio. I Chanca, però, erano guerrieri sperimentati e presto tornarono all'attacco. Gli Inca fecero dei veri prodigi di valore aiutati anche dalle loro donne, tra cui si distinse un'eroina di nome Chañan Cury Coca, ma il numero dei nemici era soverchiante. Cusi disperato cercava delle riserve da gettare della mischia e nella confusione della battaglia invocò l'intervento di alcuni “guerrieri” che si profilavano nei pressi della città. Aveva dimenticato che erano delle pietre camuffate da combattenti per ingannare, da lontano, il nemico, ma inaspettatamente queste si animarono trasformandosi in uomini reali ed entrarono in battaglia decidendo l'esito dello scontro. Restituite alla loro originaria natura litica, sarebbero divenute, in seguito, le huaca Pururaucas onorate come idoli sacri fino all'avvento degli Spagnoli.
La rotta dei Chanca fu completa e persino il loro idolo propiziatorio “Uscovilca” cadde in mano dei vincitori.
Cusi Yupanqui, dando prova della sua grande virtù, non pensò minimamente di approfittare del successo per scalzare dal trono il suo genitore ed anzi si precipitò ad incontrarlo per farlo partecipe della vittoria.
Viracocha, però, non volle recedere dai suoi propositi ed anzi, invitato a prendere possesso delle spoglie dei nemici, pretese che l'onore venisse conferito al figlio Urco. Questo era troppo anche per Cusi e il principe vittorioso riguadagnò il Cuzco accompagnato dai suoi seguaci, se possibile, ancora più sdegnati di lui. Nella via del ritorno, per colmo di ingratitudine, dovettero subire anche un'imboscata che il pusillanime erede di Viracocha aveva preparato e che comunque fu facilmente sventata.

### Battaglia decisiva
I Chanca erano stati sconfitti, ma non domati ed infatti radunati i superstiti a poche leghe dal Cuzco si affrettarono a far pervenire rinforzi imponenti dalle loro terre di origine.
Questa volta, però, la posizione dei signori del Cuzco era mutata perché nelle loro file erano confluite tutte le genti dei territori limitrofi che, come spesso accade, erano ansiose di salire sul carro del vincitore.
Lo scontro avvenne nella pianura di Jaquijaguana, un luogo fatale del Perù, visto che nello stesso sito avvenne, nel secolo successivo, un'altra famosa battaglia: quella tra Gonzalo Pizarro e La Gasca.
Questa volta i Chancas combattevano per la vita perché era chiaro che l'esito della giornata avrebbe deciso i destini del predominio sulle Ande e, com'era logico attendersi, si dimostrarono all'altezza della situazione.
Solo al tramonto gli Inca cominciarono a prevalere e il successo fu dovuto al valore personale del principe Cusi che, in un violento corpo a corpo con Astu Huaraca, il capo dei Chanca, ebbe la meglio. La morte del loro capo spinse gli invasori alla fuga e gli Inca ne approfittarono per decimarli a volontà. Ora l'avventura dei Chanca era davvero finita e dalla loro sconfitta avrebbe avuto inizio quell'espansione degli Inca che avrebbe portato alla composizione del loro favoloso impero.

## Sovrano di fatto
I nobili del Cusco avrebbero voluto che Cusi Yupanqui assumesse il titolo di sovrano, ma neppure dopo una così clamorosa vittoria il principe accettò di detronizzare suo padre.
Questi interpellato al proposito, si congratulò per l'importante successo, ma si rifiutò di trasferire al figlio vincitore i diritti che aveva riservato per il suo favorito Urco.
Quest'ultimo, invidioso e sleale com'era sua natura, si dette ad ordire una congiura radunando degli armati nella valle di Yucay nei pressi della capitale. I suoi maneggi non poterono però essere celati e Cusi Yupanqui, con il fratello Inca Roca decise di andare ad affrontarlo per definire, una volta per tutte, il confronto.
Urco li aspettava con i suoi armati e provocò un piccolo scontro durante il quale Inca Roca lo ferì con una pietra al capo, facendolo precipitare in un torrente. L'acqua lo trascinò lontano dalla mischia e già credeva di essersi salvato quando fu sorpreso da alcuni soldati che lo finirono.
La sua morte addolorò oltre misura Viracocha che, pur comprendendo la legittimità dell'azione di Inca Roca, per l'affetto verso il figlio defunto preferì rinchiudersi in un significativo silenzio.
Fece chiedere, comunque, ed ottenne, di essere lasciato vivere in una tenuta isolata dal Cuzco, pur accudito e servito da una piccola corte.
I cronisti hanno pareri discordi sui suoi futuri atteggiamenti nei confronti del figlio Cusi. Per alcuni, col passare degli anni, la sua acredine si estinse e Viracocha riallacciò rapporti sereni con la corte del Cuzco, pur rimanendone discosto. Per altri invece rimase ostile alla nuova dinastia per il resto della sua vita.

## Imperatore del Cusco
Non sappiamo se Cusi Yupanqui assunse la borla imperiale, simbolo della sovranità con il consenso o meno di Viracocha. Al proposito le relazioni dei maggiori cronisti riportano pareri discordi. 
Sarmiento de Gambia sostiene che Pachacutec assunse il titolo di Inca supremo senza autorizzazione del suo genitore, ma Juan de Betanzos, per contro ritiene invece che Viracocha diede il suo assenso e che, con l'occasione, attribuì al figlio l'epiteto con cui poi sarebbe passato alla storia, quello appunto di Pachacutec, il riformatore del mondo.
In ogni caso è certo che Cusi Yupanqui, divenuto Pachacutec come da ora in poi lo chiameremo, fu acclamato imperatore mentre il deposto sovrano era ancora in vita.

## Ricostruzione del regno

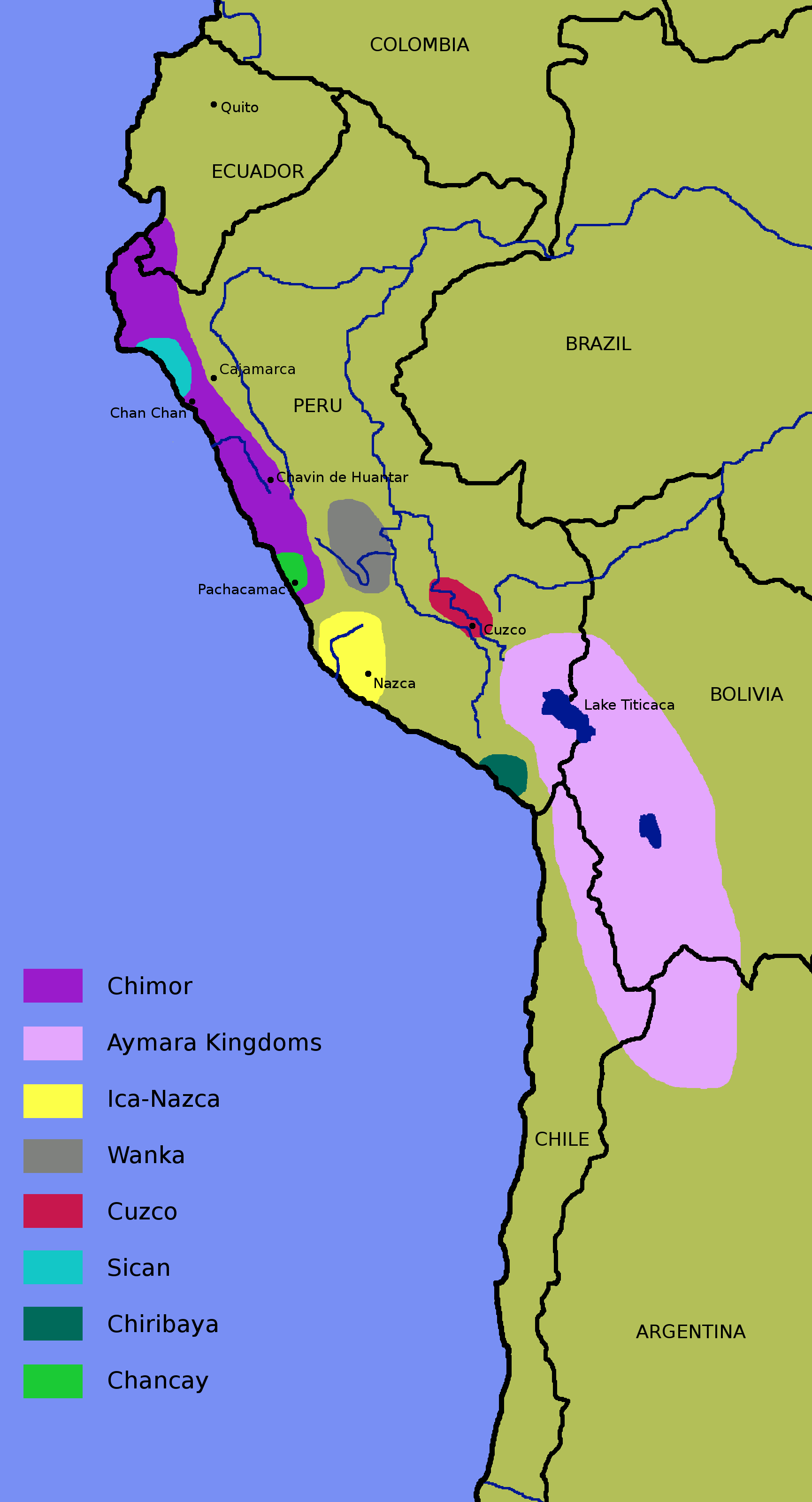
Il Regno Inca all'avvento di Pachacutec (in rosso)

L'attributo di riformatore del mondo era destinato a distinguere il nuovo sovrano, non già come un titolo onorifico, ma proprio per l'attività riformatrice che lo illustrò e che si dispiegò in tutti i settori delle strutture incaiche

### Riedificazione di Cusco
Sua prima cura fu quella di ricostruire la città di Cusco che aveva sofferto distruzioni tangibili durante la passata guerra con i Chanca. Il primo edificio che venne ricostruito fu quello del Inticancha, il tempio del Sole. Inizialmente era una piccola costruzione in cui si officiava il culto ufficiale della stirpe, ma sotto Pachacutec assunse le dimensioni che avrebbero stupito gli Spagnoli all'epoca della conquista. Innumerevoli ricchezze vennero profuse per dargli una munificenza esagerata. Ricoperto di lamine d'oro che gli avrebbero meritato il nome di Coricancha, letteralmente la casa di oro, al suo interno vennero collocati i santuari delle principali divinità, ossia del Sole, di Venere, del Tuono e dell'Arcobaleno. Parallelamente venne costruito un giardino i cui fiori o arbusti erano cesellati in oro o in argento. I simulacri degli Inca defunti trovarono alloggio nei recessi del tempio, onorati ed adorati da una schiera di sacerdoti che, parimenti, officiavano le sacre cerimonie. La statua del dio Viracocha, costruita in oro massiccio e delle dimensioni di un fanciullo troneggiava invece in un apposito tempio, il Quishuar Cancha, costruito allo scopo per onorare l'essere supremo, il cui culto venne restaurato.
Terminata l'edificazione degli edifici religiosi Pachacutec rivolse la sua attenzione alla città vera e propria. La cinta del Cuzco venne divisa in quattro quartieri, due riferiti alla metà superiore, Hanan, e due a quella inferiore Hurin. I quattro quartieri, nelle intenzioni del loro fondatore avrebbero rappresentato le quattro metà in cui intendeva suddividere tutto il regno detto appunto Tahuantinsuyo che in lingua quechua vuol dire terra delle quattro regioni. Nei quartieri così determinati Pachacutec distribuì le panaca o famiglie reali degli Inca, collocando quelle appartenenti alla dinastia Hanan nella parte superiore e quelle relative alla dinastia Hurin in quella inferiore. Fece eccezione per Chima panaca, la famiglia discendente da Manco Cápac, il fondatore della stirpe, che ebbe in dotazione il palazzo di Colcampata che dominava tutta la città.
Dal centro del Cuzco si dipartirono infine quattro strade dirette verso i quattro punti cardinali ovvero ciascuna verso una parte del futuro impero.
Il diritto di risiedere nella cerchia interna della città venne riservato agli appartenenti all'etnia inca, mentre le popolazioni di altre stirpi trovarono posto nei numerosi quartieri periferici che contornavano il centro urbano.

### Nuove strutture Inca

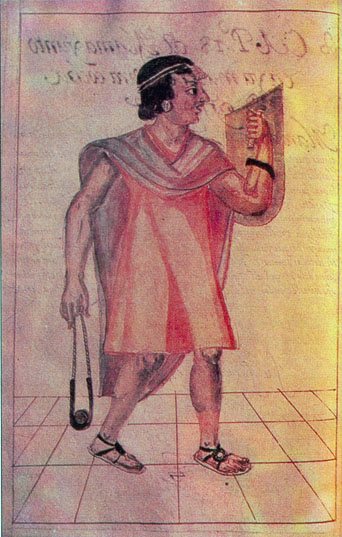
Pachacútec rappresentato nell'opera di Martín de Murúa

Uno dei maggiori intenti di Pachacutec fu quello di rivisitare la storia dell'etnia inca. A tale scopo vennero chiamati tutti i saggi e gli esperti di quipu e, per lungo tempo, vennero ripercorse tutte le vicende degli Inca a partire dalle origini. In esito venne determinata la storia ufficiale del regno, scartando gli episodi meno edificanti. Le risultanze dell'inchiesta vennero raccolte nei quipu e dipinte in apposite tavole da collocarsi nel tempio principale. Solo l'Inca e il gran sacerdote potevano avervi accesso, mentre per tutti gli altri era necessaria una particolare autorizzazione. 
Venne costituito un corpo di “quipacamayoc”, i lettori dei quipu, e i suoi membri vennero incaricati di conservare le notizie riportate nelle cordicelle annodate e di riportarle ai loro successori.
Parallelamente vennero ricostituite le panaca dei passati sovrani, alcune sopprimendole ed altre unificandole per cui, oggi, è oltremodo difficile ricostruire le vicende antiche della stirpe degli Inca.
L'organizzazione del regno venne anch'essa affrontata. Pachacutec istituì una specie di Consiglio supremo, della cui composizione non possediamo i particolari, ma che dovette comprendere i più alti dignitari e attribuì a quattro alti personaggi l'incarico di presiedere, ciascuno, a una delle quattro regioni dell'impero.
Poiché nelle intenzioni del futuro imperatore vi era il proposito di ampliare i confini del territorio inca, una particolare importanza venne attribuita alla logistica. Le strade e i ponti che avrebbero permesso un celere spostamento delle truppe ricevettero la massima cura, così come i numerosi depositi di viveri ed armi che avrebbero consentito un sicuro approvvigionamento delle truppe.
In campo religioso Pachacutec si distinse per la codificazione del culto e per la regolamentazione dei sacrifici, anche di fanciulli, che vennero limitati a particolari ricorrenze che si ripetevano con cadenza annuale.
È doveroso insistere sul concetto di limitazione perché, fino ad allora, nelle Ande il fenomeno aveva dimensioni vistose, dato il riferimento ad una funzione di messaggero verso gli dei che la vittima, o per lui i suoi familiari, assumeva e che la portava ad essere consenziente e compartecipe del rito.

## Creazione dell'Impero
La più importante prerogativa di Pachacutec può essere considerata la sua volontà di trasformare il regno in un impero, assimilando le tribù sconfitte in un contesto unico e indivisibile di cui gli Inca avrebbero costituito la parte dominante, ma di cui avrebbero dovuto anche sobbarcarsi tutte le funzioni di difesa e di amministrazione.
Da allora le guerre avrebbero cessato di essere considerate una sorta di confronto con le tribù circostanti, per il possesso di pascoli o di terre da coltivo e sarebbero diventate un mezzo per l'acquisizione di territori su cui esercitare uno stabile dominio.
Dovunque gli Inca avessero esteso la loro influenza, la loro legge sarebbe diventata la legge del nuovo territorio. Le usanze del luogo sarebbero state rispettate così come le credenze religiose, ma quelle del Cuzco avrebbero dovuto essere, parimenti, osservate.
Chi si fosse piegato sarebbe stato accolto onorevolmente, chi, invece, si fosse opposto, sarebbe stato, inesorabilmente schiacciato. Questa sarebbe stata la legge dell'impero.

## Guerre di espansione

### Campagne personali di Pachacutec

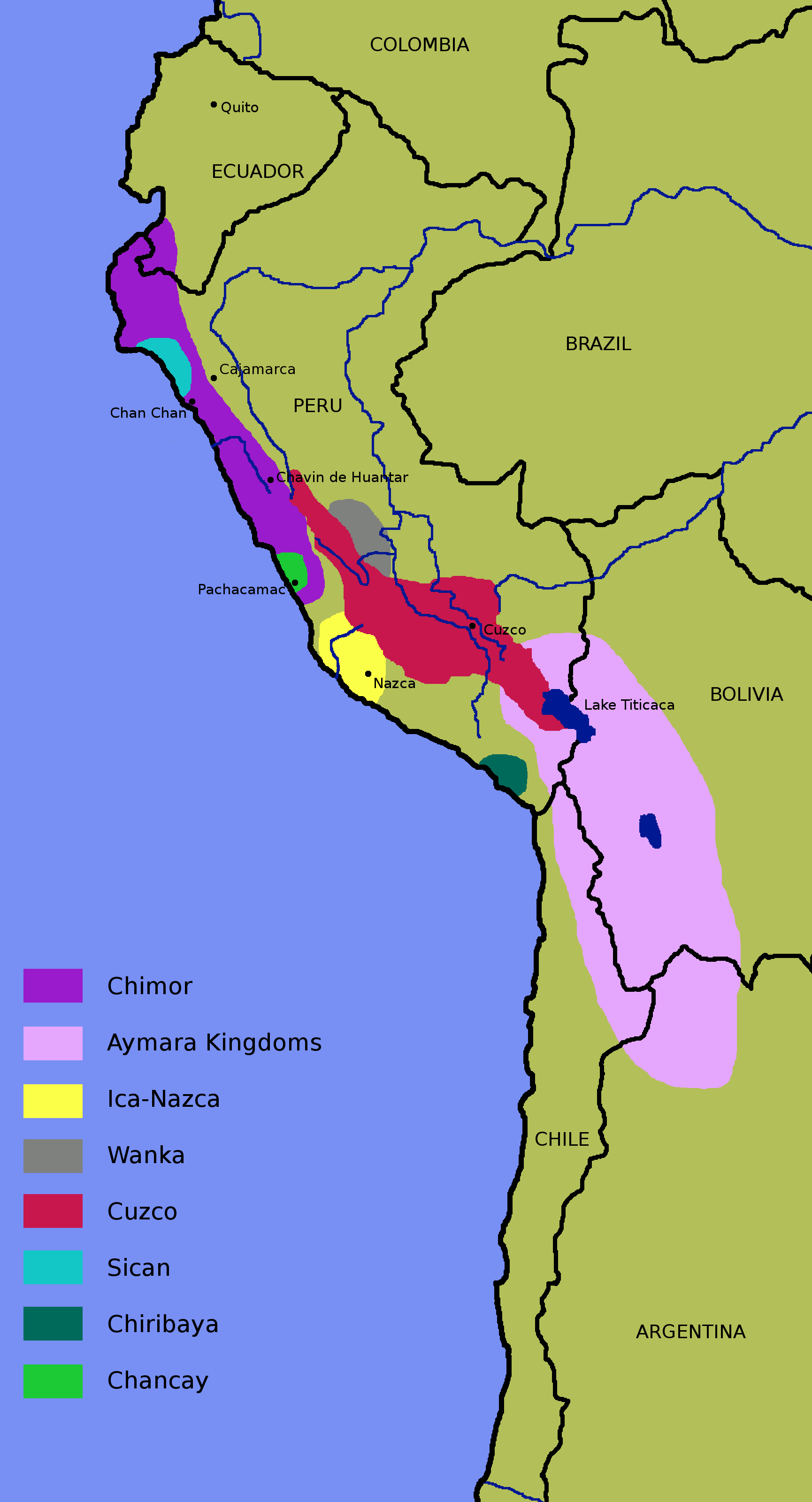
Conquiste personali di Pachacutec (in rosso)

La prima campagna militare di Pachacutec si svolse nei dintorni del lago Titicaca e nel territorio del Collao. Le tribù che vi vivevano erano assai animose e comandate egregiamente da un sovrano di nome Chuci Capac o Colla Capac che non si lasciò intimidire dalle minacce degli Inca e si apprestò alla battaglia. Lo scontro fu cruento ed equilibrato, ma Pachacutec, con una tecnica già sperimentata con i Chanca, concentrò i suoi sforzi sul capo nemico e riuscì a catturarlo. Ogni resistenza cessò e gli Inca procedettero successivamente alla conquista dei centri nemici.
Trovarono difficoltà per passare il Desaguadero, il ponte alle estremità meridionale del lago, ma ebbero ragione anche dei “pacasas” che lo difendevano. Conquistata la regione Pachacutec si diresse fulmineamente verso il mare e conquistò progressivamente Arequipa e Camaná, mentre tutto il Condesuyo si arrendeva.
Si dice che tornato al Cuzco per celebrare il meritato trionfo Pachacutec portò con sé addirittura le spoglie di una balena per stupire i suoi sudditi.

### Campagne di Capac Yupanqui, fratello dell'Inca
Rientrato al Cusco Pachacutec decise di inviare al Nord le sue truppe sotto il comando di un fratello sperimentato, il generale Capac Yupanqui a cui accompagnò un altro fratello di nome Huaina Yupanqui  e il proprio figlio, ancorché illegittimo, Apo Yupanqui, in veste di capitani.
Alle prime ostilità, nella regione di Guamanga, i nativi si attestarono in una fortezza e resistettero a ben due tentativi dei cuzqeuñi per sloggiarli. Il terzo tentativo venne condotto da un esercito Chanca che si era unito agli Inca in qualità di alleato. I Chanca riuscirono a penetrare nella fortezza e trucidarono tutti gli occupanti malgrado avessero ricevuto l'ordine di rispettare gli sconfitti in ossequio alla politica di clemenza di Pachacutec. Il sovrano, avuto notizia dell'accaduto, impartì, dal Cuzco, l'ordine di sterminare i nuovi alleati di cui, peraltro, ben poco si fidava.
Nel frattempo le truppe unite degli Inca e dei Chanca avevano proseguito il loro cammino verso Nord, affrontando e sconfiggendo gli huacas della regione di Jauja e gli yauyos di Huarochirì.
Quando arrivò l'ordine di Pachacutec, il generale Capac Yupanqui trattò incautamente del suo contenuto di fronte ad una concubina. Costei di origine Chanca avvisò i suoi compatrioti che decisero di fuggire nella selva. Al mattino il loro accampamento era incontestabilmente vuoto e gli Inca si posero inutilmente sulle loro tracce. Dell'esercito Chanca non si sentì più parlare.
Capac Yupanqui aveva l'ordine di fermarsi a Jauja, ma preso dall'entusiasmo proseguì la sua avanzata fino a Cajamarca sconfiggendo tutti gli eserciti che gli si paravano davanti e raccogliendo un immenso bottino.
Questa disobbedienza doveva essergli fatale perché, quando già era in prossimità del Cusco arrivò l'ordine imperiale di procedere alla sua esecuzione unitamente a quella del fratello Guaina Yupanqui. Ci si domanda se questa decisione fu dovuta solo alla sua indisciplina o se celava qualche denuncia di proposito di congiura arrivato alle orecchie del sovrano.

### Campagne del figlio Tupac Yupanqui

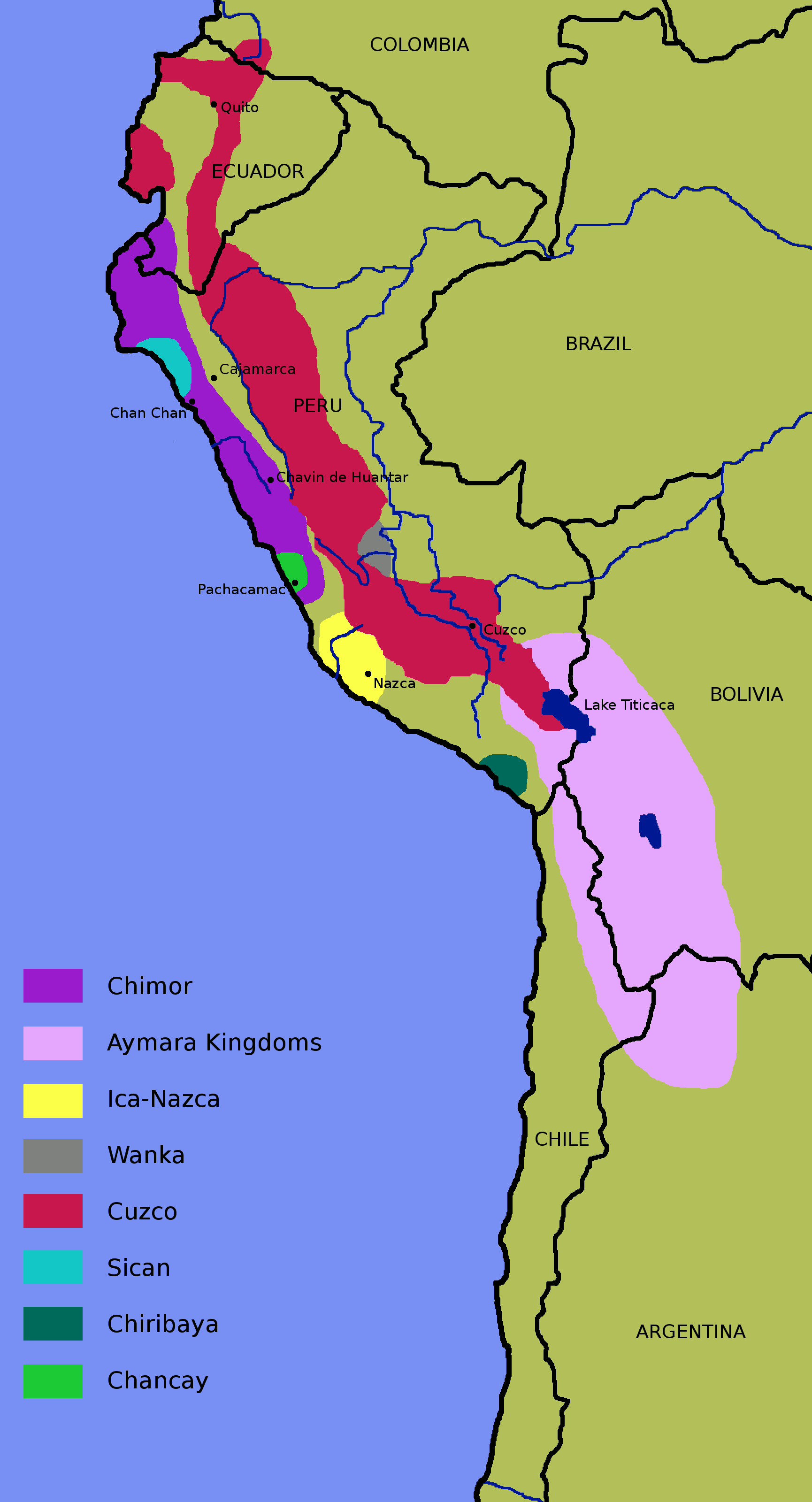
Prime campagne di Túpac Yupanqui (in rosso)

Pachacutec, in questi anni dovette affrontare diverse prove drammatiche. Fu vittima di un attentato che per poco non gli costò la vita e che gli avrebbe lasciato sul capo una vistosa cicatrice, ancora visibile sulla sua mummia, più tardi, ritrovata dagli Spagnoli. Subì una cocente sconfitta, quando volle avventurarsi nella giungla amazzonica, che gli costò una intera armata. Dovette affrontare una sollevazione delle genti della regione del lago Titicaca che mal sopportavano il dominio degli Inca e vide il suo regno sconquassato da un immane terremoto che distrusse la regione di Arequipa. Quello che però più lo angustiava era il problema della sua successione. Tutto l'edificio che aveva costruito, a prezzo di anni di sforzi, avrebbe potuto essere stravolto da un erede poco accorto o addirittura incompetente.
Tra i suoi figli il principe Amaru Topa Inca si distingueva per la nobiltà delle sue vedute e per la lungimiranza del suo ingegno, ma non possedeva alcuna attitudine per le attività militari. Pachacutec aveva provato a coinvolgerlo in alcune imprese belliche, ma Amaru non solo si era dimostrato inadatto, ma aveva esplicitamente rivendicato la sua avversione per questo aspetto della politica incaica.
Per fortuna un altro figlio aveva dimostrato di possedere le doti richieste. Si trattava di Túpac Yupanqui il figlio minore della legittima consorte, Mama Anarhuaque, che fin dalle prime esperienze aveva dimostrato una spiccata predisposizione per le operazioni militari.
Il sovrano regnante ebbe dapprima l'accortezza di far accompagnare il futuro erede da generali sperimentati, suoi fratelli, ma ben presto Túpac Yupanqui dimostrò di non aver bisogno di tutori e, anzi, di avere le attitudini di un conquistatore nato.
Sotto i suoi stendardi gli Inca ampliarono notevolmente i loro confini e conquistarono addirittura l'opulento regno di Chimù che per la raffinatezza della sua civiltà si imponeva all'ammirazione di tutti i popoli andini. Fu proprio la ricchezza acquisita a perdere lo stato costiero. I suoi sovrani, abituati ad agi e comodità di ogni tipo, consentite dalla vasta rete di irrigazione che attraversava le loro terre, non seppero resistere alla minaccia di Túpac Yupanqui di inaridire i canali e preferirono rendersi sudditi piuttosto che affrontare inevitabili rischi e privazioni.
Durante la sua lunga assenza dal Cusco, l'erede di Pachacutec ebbe anche modo di distinguersi per una impresa notevole che è ancor oggi variamente commentata dagli storici moderni. Secondo la cronaca di Sarmiento di Gamboa e quella di Cabello de Balboa, il principe avrebbe intrapreso una lunga navigazione alla ricerca di terre segnalate ad Occidente. Al suo ritorno avrebbe portato seco strani trofei e la testimonianza dell'esistenza di genti diverse da quelle peruviane incontrate in due isole lontane.
Ci si interroga ancora per decidere se quelle isole erano le Galápagos o quelle di Juan Fernández, ma, in ogni caso tutti sono concordi per ritenere notevole la navigazione degli Inca su imbarcazioni poco appropriate per percorrere distanze considerevoli nell'immensità del Pacifico.
Dopo quattro anni di successi e di conquiste Túpac Yupanqui tornò infine al Cuzco per raccogliere il meritato trionfo e per prepararsi ad assumere la reggenza dell'impero che l'età ormai avanzata del sovrano rendeva imminente.

## Morte di Pachacutec
Con la consapevolezza di aver finalmente trovato il giusto successore Pachacutec si spense serenamente, circondato da tutti i suoi parenti. Le sue ultime parole meritano di essere citate.

## Discendenza
Oltre a quattro figli legittimi avuti dalla consorte regale Mama Anarhuaque, Pachacutec lasciò un numero spropositato di discendenti. I cronisti spagnoli parlano di più di cento figli maschi e di oltre cinquanta femmine.
Tutti indistintamente, tranne l'erede, si raggrupparono nella panaca creata allo scopo, il famoso Hatun ayllu che avrebbe avuto tanta parte di storia nelle future vicende dell'impero.
I membri di questa famiglia allargata erano numerosi anche dopo la conquista spagnola. Sarmiento de Gamboa, all'atto della stesura della sua Historia Indica raccolse i nomi dei maggiori rappresentanti. Essi erano: Diego Cayo, Felipe Inguil, Juan Quispe Cusi, Francisco Caucho Rimache e Juan Illac. Erano tutti Hanan-Cuzco.

### Scrittori spagnoli dell'epoca
- Betanzos (Juan Diez de) Suma y narración de los Incas (1551) In ATLAS Madrid 1987
- Cabello Balboa (Miguel), Historia del Perù bajo la dominación de los Incas (1576 -1586), in COL. LIBR. DOC. HIST. PERU (2ª serie tomo II Lima 1920).
- Cieza de Leon (Pedro de), Segunda parte de la crónica del Peru (1551), in COL. CRONICA DE AMERICA (Dastin V. 6°. Madrid 2000).
- Cobo (Bernabé), Historia del Nuevo Mundo (1653), in BIBL. AUT. ESP. Tomi XCI, XCII, Madrid 1956.
- Garcilaso (Inca de la Vega), Commentarios reales (1609), Rusconi, Milano 1977.
- INFORMACIONES, Declaración de los quipocamayos, in COL. LIBR. DOC. HIST. PERU (2ª serie, tomo III, Lima 1921).
- INFORMACIONES, Relación del origen e gobierno que los Ingas tuvieron, in COL. LIBR. DOC. HIST. PERU (2ª serie, tomo III, Lima 1921).
- INFORMACIONES, Informaciones acerca del señorio y gobierno de los Ingas, in COL. LIBR. DOC. HIST. PERU (2ª serie, tomo III, Lima 1921).
- Murúa (Fray Martín de), Historia general del Peru (1613), in COLL. CRONICA DE AMERICA Dastin V. 20°. Madrid 2001).
- Poma de Ayala (Felipe Guaman), Nueva coronica y buen gobierno (1584 - 1614), in COL. CRONICA DE AMERICA (Historia 16.  V. 29°, 29b, 29c. Madrid 1987).
- Santa Cruz Pachacuti (Juan Yamqui Salcamaygua),	Relación de anteguedades de este reino del Peru (1613), in BIBL. AUT. ESP. (tomo CCIX, Madrid 1968).
- Sarmiento de Gamboa (Pedro), Segunda parte de la historia general llamada indica (1572), in BIBL. AUT. ESP. (tomo CXXXV, Madrid 1960).
- Zárate (Agustin de) Historia del descubrimiento y conquista de la provincia del Peru (1555) In BIBL. AUT. ESP. (tomo XXVI, Madrid 1947)

### Opere moderne
- W. Espinosa Soriano, Los Incas, Lima, 1997.
- L. Guzman Palomino, Los Incas - Hurin contra Hanan, Lima, 1977.
- Franklin Pease G.Y. 
  - Los ultimos Incas del Cuzco, Madrid, 1991.
  - Los Incas, Lima, 2003.
- Liliana Regalado de Hurtado, Sucesion incaica, Lima, 1996.
- Maria Rostworowski 
  - Historia del Tahuantinsuyo, Lima, 1999.
  - Pachacutec, Lima, 2001.
- Marius S. Ziolkowski, La guerra de los Wawqui, Quito, 1996.
- R.T. Zuidema, Etnologia e storia. Cuzco e le strutture dell'impero inca, Torino, 1971.